# 非洲細銀漢魚
非洲細銀漢魚（学名：Atherion africanum）為輻鰭魚綱銀漢魚目精器魚科的其中一種，分布於印度洋南非納塔爾至印度海域，深度0-10公尺，體長可達5.5公分，為熱帶魚類，棲息在沿岸淺水域，生活習性不明。